# Javaugues
Javaugues település Franciaországban, Haute-Loire megyében. Lakosainak száma 177 fő (2022. január 1.). Javaugues Chaniat, Frugières-le-Pin, Lavaudieu és Saint-Didier-sur-Doulon községekkel határos.

## Népesség
A település népességének változása:
| Lakosok száma | 188  | 150  | 145  | 191  | 199  | 196  | 189  | 178  | 179  | 177  |
|               | 1968 | 1982 | 1990 | 2006 | 2013 | 2015 | 2017 | 2019 | 2020 | 2022 |